# Мохначі
Мохначі́ — село в Україні, у Любецькій селищній громаді Чернігівського району Чернігівської області. Населення становить 214 осіб.

## Історія
12 червня 2020 року, відповідно до розпорядження Кабінету Міністрів України № 730-р «Про визначення адміністративних центрів та затвердження територій територіальних громад Чернігівської області», увійшло до складу Любецької селищної громади.
19 липня 2020 року, в результаті адміністративно - територіальної реформи та ліквідації Ріпкинського району, село увійшло до складу Чернігівського району Чернігівської області.

## Господарство
Діє Приватне підприємство «МОХНАЧІВСЬКЕ». Вид діяльності: вирощування зернових та технічних культур.
Функціонує ТОВ «ЛАН». Вид діяльності: розведення великої рогатої худоби.

## Уродженці
- Бабак Петро Іванович (*1921 — †1973) — український художник, який працював у галузі станкового живопису.